# Arctorthezia cataphracta
Arctorthezia cataphracta är en insektsart som först beskrevs av Olafsen 1772.  Arctorthezia cataphracta ingår i släktet Arctorthezia och familjen vaxsköldlöss. Arten är reproducerande i Sverige. Inga underarter finns listade i Catalogue of Life.